# Amata n'tebi
Amata n'tebi is een beervlinder uit de onderfamilie beervlinders (Arctiinae) in de familie van de spinneruilen (Erebidae). De wetenschappelijke naam van de soort is voor het eerst geldig gepubliceerd in 1911 door Bethune-Baker.
Deze nachtvlinder komt voor in tropisch Afrika.